# Universitatea „Andrei Șaguna” din Constanța
Universitatea "Andrei Șaguna" este prima instituție de învățământ superior particular, non-profit, înființată în sud-estul României, și a fost acreditată ca persoană juridică de drept privat și de utilitate publică, parte a Sistemului Național de Învățământ, prin Legea 116/2005[nefuncțională – arhivă]
.

## Programul educațional
Programul educațional se deșfăsoară în cinci facultăți: Facultatea de Drept și Stiințe Administrative (cu specializările: Drept, Administratie publică), Facultatea de Stiințe Economice (specializările: Finanțe-bănci, Contabilitate și informatică de gestiune, Management, Informatică economică), Facultatea de Științele Comunicării și Științe Politice (specializările: Jurnalism, Relații internaționale și studii europene, Științe politice), Facultatea de Psihosociolologie (specializările: Psihologie, Sociologie, Asistență socială) și Facultatea de Navigație și Transport Maritim și Fluvial (specializarea: Navigație și transport maritim și fluvial).

## Despre noi
Universitatea "Andrei Șaguna", singura universitate particulară acreditată din Dobrogea, pregătește din 1992 specialiști de elită printr-un program de învățământ superior calitativ și performant, recunoscut la nivel național și internațional, derulat la toate cele 13 specializari ale sale.
Numarul studenților a sporit permanent prin dezvoltarea unor noi specializări, în corelație directă cu creșterea numărului de cadre didactice titulare și cu imbogațirea patrimoniului.
Examenul de licență se susține la sediul Universității, încă de la prima promoție de absolveți. Media procentului de promovabilitate la licență este de peste 85% (în ultimul an fiind de 100% pentru toate specializările) iar procentul de inserție pe piața muncii se situează anual în jurul cifrei de 65-75%. Conducerea Universității "Andrei Șaguna" a acordat, încă de la înființare, o atenție deosebită selectării, pregătirii și promovării cadrelor didactice, astfel încât, în prezent, după organizarea a 17 concursuri pentru ocuparea unor posturi didactice, peste 60% din cadrele didactice sunt angajate cu normă de bază, din care 34% sunt conferențiari și profesori universitari. Peste 80% din cadrele didactice sunt doctori în științe sau doctoranzi.
Universitatea a dezvoltat relații de cooperare internațională cu instituții similare, în stransă legatură cu necesitățile specifice zonei și face parte din Rețeaua Universităților de la Marea Neagră încă de la înființare din anul 1998, alături de alte 81 de universități din Armenia, Azerbaidjan, Bulgaria, Grecia, Republica Moldova, Rusia, Ucraina și România.
Fructificând implicarea Fundației în activitațile cultural-stiințifice din Balcani, Universitatea organizează un permanent schimb de delegații cu instituții similare din Albania, Macedonia, Bulgaria și Grecia.
Incepând cu anul 1998, Universitatea a beneficiat de nominalizarea Fundației ca reprezentant oficial al municipiului Constanța în relația cu Shanghai, pentru realizarea unor programe cultural-stiințifice cu instituții similare din China.
Universitatea "Andrei Șaguna" a stabilit, în 2001, un program de parteneriat și schimb de studenți și cadre didactice cu Universitatea "Indiana" - universitate de stat din Indianapolis, SUA, care prevede, printre altele, recunoșterea bilaterală a programului de studiu.
Din anul 2003 a fost semnat un protocol de colaborare cu Universitatea "Sakarya" - universitate de stat din Turcia, pentru a derula, în parteneriat, programe de cercetare și de schimburi în domenii de interes comun - informatică, stiințe economice, învățământ la distanță.
Prin programele europene de schimburi interuniversitare Erasmus / Leonardo da Vinci, la care Universitatea "Andrei Șaguna" este afiliată, anual aceasta trimite și primește studenți și cadre didactice, cu burse de studiu în Europa.
Universitatea "Andrei Șaguna" are în prezent, în cadrul programului european, acorduri bilaterale cu universități de prestigiu din Europa. Universitatea iși propune realizarea, lărgirea și diversificarea acordurilor interuniversitare de acest tip, astfel încât tot mai mulți dintre studenții care aleg Universitatea "Andrei Șaguna" să poată beneficia de stipendii europene.
Programele de cercetare se desfașoară prin:

- Centrul de informatică și comunicații "Andrei Șaguna", în cadrul căruia se realizează studii privind proiectarea sistemelor informaționale financiar bancare, software pentru instituțiile bugetare și pentru administrația publică, cercetări aplicative în domeniul contabilității, auditului și informaticii de gestiune, studii și proiecte privind aplicarea modelării matematice în previziune și planificare.

- Centrul de Studii și Anchete Socio-umane, care desfășoară cercetări în domeniul comportamentului opiniei publice, evaluarea efectelor media, studii electorale, cercetari privind comunicarea politică.

- Centrul de Psihologie Aplicată, centru acreditat care realizează: evaluarea potențialului intelectual, compatibilizare aptitudini, profil psihologic cu profesia și locul de muncă, evaluare aptitudini manageriale, determinare indici de relaționare, anxietate, depresie, testare pentru angajare, testarea obținerii permisului auto, etc.

Universitatea "Andrei Șaguna" este initiatorul și principalul fondator al filialelor Constanța ale: Asociației Române de Prietenie cu Republica Populară Chineză, Asociației Române de Științe Penale și ale Asociației pentru Literatură și Cultura Poporului Român (ASTRA), cărora le asigură gratuit sediul în localul propriu și logistica necesară, le acopera chltuielile de funcționare și iși asumă responsabilitatea managerială prin intermediul unor personalități care fac parte din conducerea universității.
Universitatea sprijină inițiativele studențesti, susținând și promovând activitățile acestora în cadrul Asociației Sportive Universitare "Andrei Șaguna", Asociației Studenților în Științe Administrative - filiala Constanța, clubul absolvenților șaguniști, ș.a.
Pentru a promova setul de valori șaguniste și pentru a acorda onoarea cuvenită unor prestigioase personalități - Președinți de Stat, Președinți de Parlament, Premieri, Miniștri, Ambasadori, etc. - care au vizitat Universitatea "Andrei Șaguna", sau au avut întâlniri cu reprezentanți ai Universității, au fost conferite titluri, medalii și distincții precum Doctor Honoris Causa (Nicolae Văcăroiu, Academician Constantin Bălăceanu Stolnici, Academician Cătălin Zamfir, prof. univ. dr. Ioan Mihăilescu, prof. univ. dr. Ecaterina Andronescu, prof. univ. dr. Teodor Dima, prof. univ. dr. Elena Zamfir, prof. univ. dr. Nicolae Mitrofan, si prof. univ. dr. Vergil Voineagu), Membru de Onoare (MS Regele Mihai, Ion Iliescu, Emil Constantinescu, Teodor Meleșcanu, Chen Delai și Xu Jian - ambasadori ai Republicii Populare Chineze, Philippe Etienne - ambasadorul Republicii Franceze, Armin Hiller - ambasadorul Germaniei, Blagoj Zasov - ambasadorul Macedoniei), Diploma de Excelența, Medalia Omagială "Andrei Baron de Șaguna", "Spiritul Șagunist".
Universitatea "Andrei Șaguna" are fructuoase colaborări cu instituții guvernamentale și neguvernamentale precum: Ministerul Culturii și Cultelor, Ministerul Educației, Cercetării și Tineretului, Academia Română, Departamentul pentru Românii de Pretutindeni, Prefectura, Consiliul Județean și Primăria Constanța.

## Informații educaționale
Departamentul de Limbi Moderne ofera posibilitatea obținerii Certificatului de Competență Lingvistică la finalizarea studiilor. De asemenea studenții au posibilitatea să opteze pentru învățarea uneia dintre limbile străine: engleza, franceza sau italiana.
Editura "Andrei Șaguna" – înființată în anul 1993, a ajuns în prezent la performanța de a fi publicat peste 700 de volume Stiințifice, monografii, tratate, cursuri. Între publicații se numără: periodicul de informare internă al Universității – Ecouri, Analele Universității "Andrei Șaguna", revistă stiințifică, recunoscută în țară și în străinătate și revista Delincvența Juvenilă. Editura, acreditată de CNCSIS, are în palmares lucrări subvenționate de Ministerul Culturii și Ministerul Cercetării și are un plan redacțional bogat și foarte diversificat, fiind în măsură să asigure servicii complete de tehnoredactare computerizată, tipărire și desfacere de carte.
Biblioteca Universității – având peste 30.000 de volume, colecții de reviste stiințifice, publicații de presă, enciclopedii, etc, este dotată cu săli de lectură cu acces informatizat.
Centrul de informatică și comunicații este acreditat pentru organizarea cursurilor ECDL, recunoscute internațional, având facilități însemnate în ce privește costul pentru studenții șaguniști și echivalând examenul la disciplinele de informatică. Centrul este acreditat și pentru testarea cursanților în vederea obținerii permisului European de Conducere a Computerului.
Centrul de informare europeană – coordonat de cadre didactice și studenți de la specializările de Relații internaționale și Studii europene și științe politice, derulează programe de interes național și european, avand o bază de date completă privind legislația economică și politica europeană.
Asociația Sportivă Universitară "Andrei Șaguna" oferă studenților posibilitatea de a continua practicarea sporturilor preferate și de a participa la competiții sportive naționale și internaționale.
Clubul Absolvenților organizat de absolvenții șaguniști oferă cadrul desfășurării unor activități științifice și umanitare, dar și al menținerii relațiilor apropiate între absolvenți și studenți în vederea promovării tradițiilor universitare.